# Municipio de Sterling (Indiana)
El municipio de Sterling (en inglés: Sterling Township) es un municipio ubicado en el condado de Crawford en el estado estadounidense de Indiana. En el año 2010 tenía una población de 1635 habitantes y una densidad poblacional de 13,02 personas por km².

## Geografía
El municipio de Sterling se encuentra ubicado en las coordenadas 38°20′13″N 86°27′8″O / 38.33694, -86.45222. Según la Oficina del Censo de los Estados Unidos, el municipio tiene una superficie total de 125.55 km², de la cual 125,37 km² corresponden a tierra firme y (0,14 %) 0,18 km² es agua.

## Demografía
Según el censo de 2010, había 1635 personas residiendo en el municipio de Sterling. La densidad de población era de 13,02 hab./km². De los 1635 habitantes, el municipio de Sterling estaba compuesto por el 98,1 % blancos, el 0,18 % eran afroamericanos, el 0,61 % eran amerindios, el 0,24 % eran asiáticos, el 0,12 % eran de otras razas y el 0,73 % eran de una mezcla de razas. Del total de la población el 0,49 % eran hispanos o latinos de cualquier raza.